# Начальник Генерального штабу (Російська Федерація)
Начальник Генерального штабу (Російська Федерація) (рос. Начальник Генерального штаба Вооружённых сил Российской Федерации) — одна з найвищих військових посад у Збройних силах Російської Федерації. Начальник Генштабу займає також посаду першого заступника міністра оборони Росії.

## Повноваження начальника Генштабу
- Оперативне управління Збройними силами РФ;
- Переведення Збройних сил на організацію і склад воєнного часу і організація їхнього застосування;
- Координація діяльності федеральних органів виконавчої влади, які здійснюють управління іншими військами і військовими формуваннями, за реалізації планів будівництва і розвитку інших військ і військових формувань;
- Організація перевірок бойової і мобілізаційної готовності Збройних Сил РФ, а також здійснення контролю над станом мобілізаційної готовності інших військ, військових формувань і органів;
- Внесення пропозицій щодо укладення міжнародних договорів Російської Федерації з військових питань;
- Затвердження положення про підрозділи, що входять до структури Генерального штабу ЗС РФ;
- Внесення на розгляд міністра оборони Російської Федерації пропозиції по військових посадах, які підлягають заміщенню вищими офіцерами в Збройних Силах.

Начальник Генерального штабу має заступників начальника Генерального штабу, розподіл обов'язків між якими здійснює він особисто.

## Начальники Генерального штабу
| # | Фото | Ім'я (роки життя)                                                   | Військове звання | Термін в посаді                    |
| - | ---- | ------------------------------------------------------------------- | ---------------- | ---------------------------------- |
| 1 |      | Дубинін Віктор Петрович (1 лютого 1943 — 22 листопада 1992)         | генерал армії    | 10 червня — 22 листопада 1992      |
| 2 |      | Колєсніков Михайло Петрович (30 червня 1939 — 26 березня 2007)      | генерал армії    | 22 листопада 1992 — 18 жовтня 1996 |
| 3 |      | Самсонов Віктор Миколайович (10 листопада 1941 — 17 листопада 2024) | генерал армії    | 18 жовтня 1996 — 22 травня 1997    |
| 4 |      | Квашнін Анатолій Васильович (15 серпня 1946 — 7 січня 2022)         | генерал армії    | 22 травня 1997 — 19 липня 2004     |
| 5 |      | Балуєвський Юрій Миколайович (нар. 9 січня 1947)                    | генерал армії    | 19 липня 2004 — 3 червня 2008      |
| 6 |      | Макаров Микола Єгорович (нар. 7 жовтня 1947)                        | генерал армії    | 3 червня 2008 — 9 листопада 2012   |
| 7 |      | Герасимов Валерій Васильович (нар. 8 вересня 1955)                  | генерал армії    | з 9 листопада 2012                 |